# Historie zobrazování magnetickou rezonancí
Historie zobrazování magnetickou rezonancí (MRI) zahrnuje práci mnoha vědců, kteří přispěli k objevu jaderné magnetické rezonance (NMR) a popsali základní fyzikální principy zobrazování magnetickou rezonancí, počínaje počátkem dvacátého století. Zobrazování pomocí magnetické rezonance vynalezl Paul C. Lauterbur, který v září 1971 vyvinul mechanismus kódování prostorové informace do signálu NMR pomocí gradientů magnetického pole; teorii, která za ním stojí, publikoval v březnu 1973. Faktory vedoucí k obrazovému kontrastu (rozdíly v hodnotách relaxačního času tkání) popsali téměř o 20 let dříve lékař a vědec Erik Odeblad a Gunnar Lindström. Kromě mnoha dalších výzkumníků koncem 70. a v 80. letech 20. století Peter Mansfield dále zdokonalil techniky používané při pořizování a zpracování MR obrazu a v roce 2003 mu byla spolu s Lauterburem udělena Nobelova cena za fyziologii nebo lékařství za přínos k rozvoji magnetické rezonance. První klinické skenery magnetické rezonance byly instalovány počátkem 80. let 20. století a v následujících desetiletích následoval významný rozvoj této technologie, který vedl k jejímu dnešnímu širokému využití v medicíně.

## Nukleární magnetická rezonance
V roce 1950 Erwin Hahn poprvé detekoval spinová echa a rozpad volné indukce a v roce 1952 Herman Carr vytvořil jednorozměrné NMR spektrum, jak uvedl ve své doktorské práci na Harvardu.
Další krok (od spektra k zobrazování) navrhl Vladislav Ivanov v Sovětském svazu, který v roce 1960 podal patentovou přihlášku na zařízení pro zobrazování magnetickou rezonancí. Ivanovovým hlavním přínosem byla myšlenka využití gradientu magnetického pole v kombinaci se selektivním frekvenčním buzením/čtením k zakódování prostorových souřadnic. V moderním pojetí se jednalo pouze o zobrazování protonové hustoty (nikoli relaxačních časů), které bylo navíc pomalé, protože se vždy používal pouze jeden směr gradientu a zobrazování se muselo provádět po jednotlivých řezech. Přesto se jednalo o skutečný postup zobrazování magnetickou rezonancí. Ivanovova žádost, původně zamítnutá jako „nepravděpodobná“, byla nakonec schválena v roce 1984 (s původním datem priority).

## Relaxační časy a raný vývoj magnetické rezonance
V roce 1959 Jay Singer studoval průtok krve pomocí měření relaxačních časů NMR krve u živých lidí. Tato měření byla zavedena do běžné lékařské praxe až v polovině 80. let 20. století, ačkoli patent na celotělový NMR přístroj pro měření průtoku krve v lidském těle podal Alexander Ganssen již počátkem roku 1967.
V 60. letech 20. století se ve vědecké literatuře objevily výsledky prací o relaxaci, difúzi a chemické výměně vody v buňkách a tkáních různých typů. V roce 1967 Ligon oznámil měření NMR relaxace vody v pažích živých lidí. V roce 1968 Jackson a Langham publikovali první NMR signály z živého zvířete, anestezovaného potkana.
V sedmdesátých letech 20. století se zjistilo, že relaxační časy jsou klíčovým faktorem určujícím kontrast v MRI a lze je využít k detekci a rozlišení řady patologií. Řada výzkumných skupin prokázala, že rané nádorové buňky mají tendenci vykazovat delší relaxační časy než odpovídající normální buňky, což podnítilo počáteční zájem o myšlenku detekce rakoviny pomocí NMR. Mezi tyto první skupiny patří Damadian, Hazlewood a Chang a několik dalších. Tím byl také zahájen program katalogizace relaxačních časů široké škály biologických tkání, který se stal jednou z hlavních motivací pro vývoj MRI.

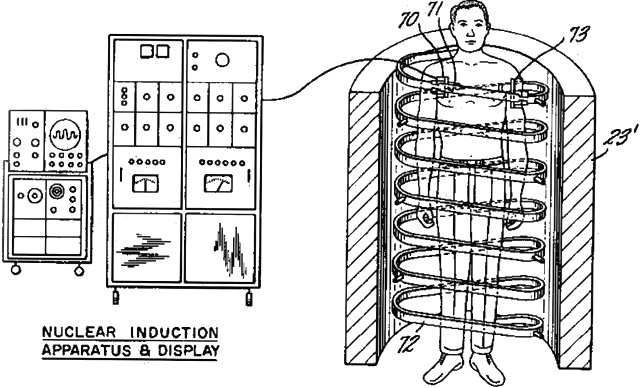
Raymonda Damadiana „Přístroj a metoda pro detekci rakoviny v tkáni“

V článku v časopise Science z března 1971 Raymond Damadian, arménsko-americký lékař a profesor na Downstate Medical Center State University of New York (SUNY), oznámil, že pomocí NMR lze in vivo rozlišit nádory a normální tkáně. Damadianovy původní metody byly pro praktické použití nedokonalé, neboť se spoléhaly na bodové skenování celého těla a používaly relaxační rychlosti, které se ukázaly jako neúčinný ukazatel rakovinné tkáně. Při výzkumu analytických vlastností magnetické rezonance vytvořil Damadian v roce 1972 hypotetický přístroj na detekci rakoviny pomocí magnetické rezonance. Takový přístroj si nechal patentovat 5. února 1974 pod číslem U.S. Patent 3 789 832. Lawrence Bennett a Dr. Irwin Weisman v roce 1972 rovněž zjistili, že novotvary vykazují jiné relaxační časy než odpovídající normální tkáň. Zenuemon Abe a jeho spolupracovníci přihlásili patent na cílený NMR skener, U.S. Patent 3 932 805 v roce 1973. Tuto techniku publikovali v roce 1974. Damadian tvrdí, že vynalezl magnetickou rezonanci.
Národní vědecká nadace USA uvádí: „Patent obsahoval myšlenku využití NMR ke “skenování„ lidského těla za účelem lokalizace rakovinné tkáně“. Nepopisoval však metodu vytváření snímků z takového skenování ani přesný způsob, jak by se takové skenování mohlo provádět.

## Zobrazování
Paul Lauterbur ze Stony Brook University rozvinul Carrovu techniku a vyvinul způsob, jak pomocí gradientů vytvořit první snímky MRI ve 2D a 3D. V roce 1973 Lauterbur publikoval první snímek nukleární magnetické rezonance a v lednu 1974 první snímek průřezu živé myši. Koncem 70. let 20. století vyvinul Peter Mansfield, fyzik a profesor na Nottinghamské univerzitě v Anglii, techniku echo-planárního zobrazování (EPI), která vedla k tomu, že skenování netrvalo hodiny, ale sekundy, a poskytovala jasnější snímky než Lauterbur. Damadian spolu s Larrym Minkoffem a Michaelem Goldsmithem získali v roce 1976 obraz nádoru v hrudníku myši. Dne 3. července 1977 také provedli první skenování těla člověka pomocí magnetické rezonance, studie publikovali v roce 1977. V roce 1979 podal Richard S. Likes patent na k-prostor U.S. Patent 4 307 343.

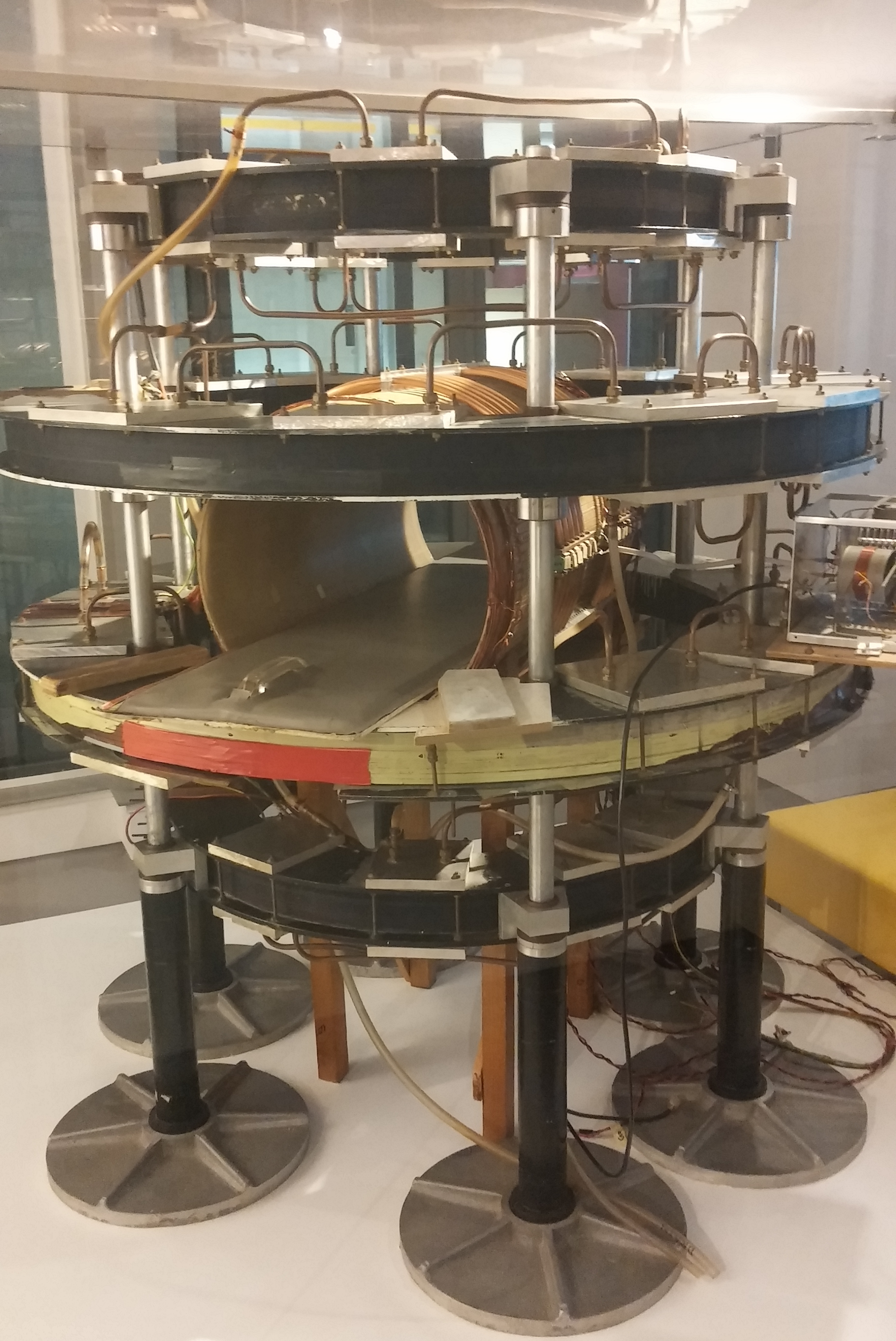
Skener MRI Mark One. První skener magnetické rezonance, který byl postaven a používán, v Aberdeen Royal Infirmary ve Skotsku.

## Skenování celého těla
V 70. letech 20. století postavil tým vedený Johnem Mallardem na Aberdeenské univerzitě ve Skotsku první celotělový skener MRI. Dne 28. srpna 1980 pomocí tohoto přístroje získali první klinicky využitelný obraz vnitřních tkání pacienta pomocí magnetické rezonance, který identifikoval primární nádor v pacientově hrudníku, abnormální játra a sekundární rakovinu v kostech. Tento přístroj byl později v letech 1983 až 1993 používán v londýnské nemocnici St Bartholomew's Hospital. Mallard a jeho tým se zasloužili o technologický pokrok, který vedl k širokému zavedení magnetické rezonance.
V roce 1975 založila radiologická katedra Kalifornské univerzity v San Francisku Radiologickou zobrazovací laboratoř (RIL). S podporou společností Pfizer, Diasonics a později Toshiba America MRI vyvinula laboratoř nové zobrazovací technologie a instalovala systémy ve Spojených státech i po celém světě. V roce 1981 publikovali výzkumní pracovníci RIL, včetně Leona Kaufmana a Lawrence Crookse, publikaci Nuclear Magnetic Resonance Imaging in Medicine. V osmdesátých letech byla kniha považována za definitivní úvodní učebnici k tomuto oboru.
V roce 1980 nastoupil Paul Bottomley do výzkumného střediska GE ve Schenectady ve státě New York. Jeho tým objednal magnet s nejvyšší silou pole, který byl v té době k dispozici, systém 1,5 T, a postavil první přístroj s vysokým polem, překonal problémy s konstrukcí cívky, průnikem VF záření a poměrem signál/šum a postavil první celotělový skener MRI/MRS. Výsledky se promítly do velmi úspěšné produktové řady MRI 1,5 T, která dodala více než 20 000 systémů. V roce 1982 Bottomley provedl první lokalizovanou MRS lidského srdce a mozku. Po zahájení spolupráce na aplikacích pro srdce s Robertem Weissem na univerzitě Johnse Hopkinse se Bottomley v roce 1994 vrátil na univerzitu jako profesor Russella Morgana a ředitel výzkumného oddělení MR.

## Další techniky
V roce 1986 Charles L. Dumoulin a Howard R. Hart ve společnosti General Electric vyvinuli MR angiografii a Denis Le Bihan, získal první snímky a později patentoval difuzní MR. V roce 1988 Arno Villringer a jeho kolegové prokázali, že v perfuzní MRI lze použít kontrastní látky se susceptibilitou. V roce 1990 Seiji Ogawa z AT&T Bellových laboratoří rozpoznal, že krev s dHb zbavená kyslíku je přitahována magnetickým polem, a objevil techniku, která je základem funkční magnetické rezonance (fMRI).
Na počátku 90. let minulého století Peter Basser a Le Bihan pracující v NIH a Aaron Filler, Franklyn Howe a jejich kolegové publikovali první DTI a traktografické snímky mozku. Joseph Hajnal, Young a Graeme Bydder popsali v roce 1992 použití pulzní sekvence FLAIR k zobrazení oblastí s vysokým signálem v normální bílé hmotě. Ve stejném roce vyvinuli John Detre a Alan P. Koretsky arteriální spinové značení. V roce 1997 Jürgen R. Reichenbach, E. Mark Haacke a spolupracovníci z Washingtonské univerzity vyvinuli Susceptibility weighted imaging.
Pro vývoj praktické magnetické rezonance, která vyžaduje velký výpočetní výkon, byl zásadní pokrok v polovodičové technologii.
Ačkoli se MRI na klinice nejčastěji provádí při 1,5 T, vyšší pole, jako je 3 T pro klinické zobrazování a nověji 7 T pro výzkumné účely, získávají na popularitě díky své vyšší citlivosti a rozlišení. Ve výzkumných laboratořích se studie na lidech provádějí při 9,4 T (2006) a až 10,5 T (2019). Studie na nehumánních zvířatech byly prováděny při frekvenci až 21,1 T.

## Zobrazování u lůžka
V roce 2020 Úřad pro kontrolu potravin a léčiv Spojených států amerických (USFDA) nabídl schválení 510(k) systému MRI u lůžka společnosti Hyperfine Research. Systém Hyperfine tvrdí, že má 1/20 nákladů, 1/35 spotřeby energie a 1/10 hmotnosti běžných systémů MRI. K napájení používá standardní elektrickou zásuvku.

## 2003 Nobelova cena
Za zásadní význam a použitelnost magnetické rezonance v medicíně byla Paulu Lauterburovi z Illinoiské univerzity v Urbana-Champaign a siru Peteru Mansfieldovi z Nottinghamské univerzity udělena Nobelova cena za fyziologii nebo medicínu za rok 2003 za „objevy týkající se zobrazování magnetickou rezonancí“. Nobelova cena byla udělena za Lauterburův poznatek o využití gradientů magnetického pole k určení prostorové lokalizace, což je objev, který umožnil získat 3D a 2D snímky. Mansfieldovi bylo připsáno zavedení matematického formalismu a vývoj technik pro efektivní využití gradientů a rychlé zobrazování. Výzkum, za který byla cena udělena, byl proveden téměř o 30 let dříve, kdy Paul Lauterbur působil jako profesor na katedře chemie na Stony Brook University v New Yorku.